# 4877 Humboldt
4877 Humboldt este un asteroid din centura principală, descoperit pe 25 septembrie 1973, de Cornelis van Houten și Tom Gehrels.